# Уилкокс, Том
То́мас Уо́лтер Джеймс Уи́лкокс (англ. Thomas Walter James Wilcox; 1879 — 10 сентября 1963), более известный как Том Уи́лкокс (англ. Tom Wilcox) — английский футболист, вратарь.

## Биография
Томас был сыном капитана корабля «Грассендейл» и родился во время плавания этого судна в сторону Англии в 1879 году. Футбольную карьеру в качестве вратаря начал в лондонском клубе «Миллуолл Атлетик». В дальнейшем играл за лондонский «Крей Уондерерс». С 1904 по 1905 год был игроком клуба «Вулидж Арсенал», но официальных матчей за команду не провёл. В сезоне 1905/06 выступал за «Норвич Сити».
В 1906 году стал игроком «Блэкпула». Провёл за клуб 37 матчей.
В августе 1907 года перешёл в «Манчестер Юнайтед». В основном составе «Юнайтед» 24 октября 1908 года в матче Первого дивизиона против «Ноттингем Форест». Свой второй (и последний) официальный матч за «Юнайтед» провёл 3 апреля 1909 года в матче против «Уэнсдей», пропустив два мяча в свои ворота.
В июне 1909 года перешёл в «Карлайл Юнайтед». С 1910 по 1912 год выступал за «Хаддерсфилд Таун», а затем играл в клубе «Гул Таун».